# Dutch Lonborg
Arthur C. Lonborg, detto Dutch (Gardner, 16 marzo 1898 – Lawrence, 31 gennaio 1985), è stato un cestista, giocatore di football americano, allenatore di pallacanestro e allenatore di football americano statunitense.
È membro del Naismith Memorial Basketball Hall of Fame dal 1973.